# Théâtre du Trident
Le Théâtre du Trident est un théâtre fondé en 1971 à Québec.
La compagnie performe majoritairement sur la scène Octave-Crémazie du Grand Théâtre de Québec et est l’une des institutions culturelles les plus importantes du Québec, chef de file du théâtre québécois. Depuis son inauguration, le Théâtre du Trident a présenté plus de 200 spectacles et reçu plusieurs prix et distinctions, notamment le Prix Ville de Québec en 2003 pour le dynamisme et l’innovation dont il fait preuve en tant qu’entreprise culturelle.
Le Trident jette un regard novateur sur les chefs-d’œuvre de la dramaturgie universelle tout en accordant une place de choix à la création d’œuvres contemporaines québécoises, canadiennes et étrangères. La compagnie se veut une tribune pour les auteurs et les artistes d’ici et d’ailleurs. Le Trident est un théâtre de type institutionnel, il reçoit donc du financement du Ministère de la Culture et des Communications et qui est membre de l’association Théâtres associés inc. (TAI).

## Historique

### Contexte de création
Les élections de 1966 représentent le retour au pouvoir de l’Union nationale, un parti politique provincial d’idéologie conservatrice fondé en 1935 par Maurice Duplessis. Reprenant le gouvernement au Parti Libéral de Jean Lesage, le parti de Daniel Johnson entre au pouvoir dans une période d’instabilité politique historique au Québec. La montée du nationalisme québécois est de plus en plus présente dans les sphères politiques, culturelles et sociales du Québec des années 60. Le retour du gouvernement plus conservateur de Johnson, mène par le fait même à l'affectation du ministère des Affaires culturelles, nouveau ministère créé en 1961, à Jean-Noël Tremblay. L’Union Nationale n’est pas historiquement reconnue pour son grand soutien dans les affaires culturelles du Québec, ce qui place donc le milieu artistique dans l’incertitude face à l’avenir qui lui est réservé. Malgré l’appréhension de la communauté, le ministre Tremblay aura un effet très positif sur le ministère des Affaires de la Culture notamment une hausse significative du budget de 41 % qui permettra la réalisation de nombreux objectifs fixés par ses prédécesseurs Georges-Émile Lapalme et Pierre Laporte.
Dès 1966, le ministre Tremblay entame des recherches pour occuper la nouvelle scène du théâtre commémoratif de la confédération, dont la construction débute en 1967 qui par la suite, deviendra le Grand Théâtre de Québec. Le but est de combiner des troupes professionnelles déjà existantes et ainsi habiter de façon permanente un lieu ayant comme mandat de favoriser le développement des arts de la scène. Sans surprise, les troupes déjà implantées à Québec résistent à l’initiative du gouvernement pendant plusieurs années. À la suite de la fermeture du Théâtre pour Enfants de Québec, du Théâtre du Vieux-Québec et du Théâtre de l’Estoc en 1968, faute du soutien gouvernemental espéré, ils seront tous invités par le ministère des Affaires culturelles à se rejoindre et à former une nouvelle troupe. Ce sera le Théâtre du Trident.
C'est le comédien Paul Hébert, alors directeur du Conservatoire d’art dramatique de Québec, qui devient le premier directeur artistique de cette nouvelle compagnie, laquelle a comme but de promouvoir du théâtre de répertoire, du théâtre de recherche et du théâtre s’adressant à la jeunesse.

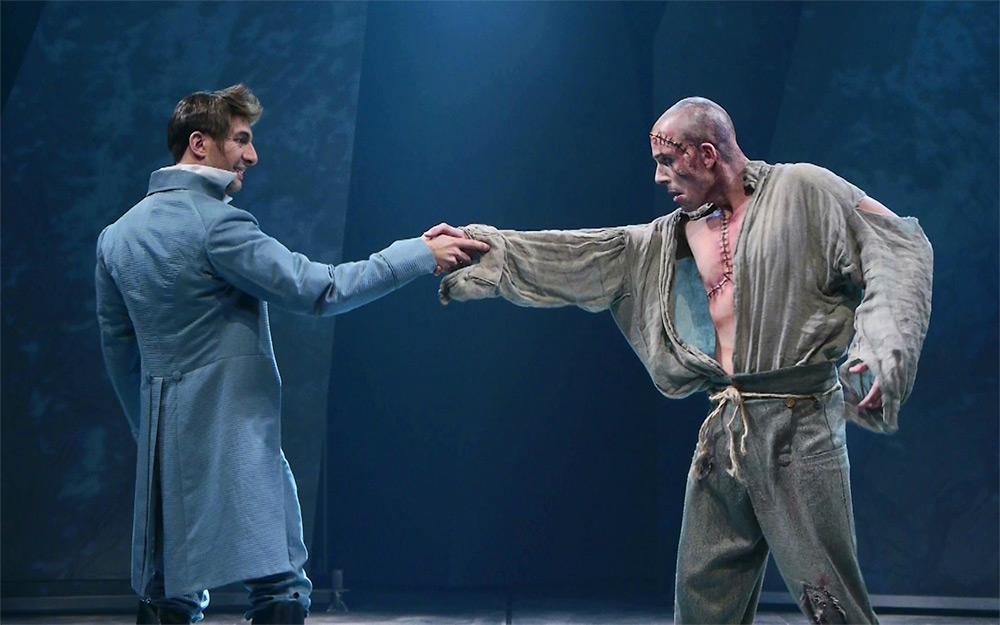
Frankenstein au Théâtre du Trident

### Premières années
La première représentation de la nouvelle troupe a lieu sur la scène Octave-Crémazie du Grand Théâtre de Québec le 21 janvier 1971 alors que le Trident présente 0-71 une création de Jean Barbeau. La saison se poursuit avec un spectacle constitué de deux pièces de Molière, La Jalousie du Barbouillé et Le Médecin volant, puis avec une autre création Charbonneau et le chef, de John Thomas McDonough. Cette dernière production, dans laquelle Jean Duceppe incarne l'ancien premier ministre Maurice Duplessis et Jean-Marie Lemieux en Mgr Joseph Charbonneau, sera le premier  grand succès du Trident.
La saison suivante, le Trident connait un autre franc succès avec Pygmalion de G.B. Shaw présenté dans une adaptation à la québécoise d'Éloi de Grandmont, puis avec le classique nord-américain La Mort d'un commis-voyageur d'Arthur Miller dont Jean Duceppe tient le rôle principal.
Dès ses débuts, les productions présentées par le Théâtre du Trident ont du succès et attirent un large auditoire se créant ainsi une réputation de plus en plus forte dans le milieu artistique du Québec. À sa troisième saison d’activité, le Théâtre du Trident invite le Théâtre Quat’sous à venir présenter sa production de la pièce À toi pour toujours, ta Marie-Lou de Michel Tremblay. C’est le début d’une période d’expérimentation théâtrale pour le Théâtre du Trident, qui évoluera par plusieurs procédés de production passant de l’invitation d’autres troupes, la coproduction et les tournées. Plusieurs compagnies collaborent avec le Trident notamment le Centre national des Arts, la Compagnie Jean Duceppe, le Théâtre du Nouveau Monde, le Théâtre populaire du Québec, le Théâtre Repère et le Théâtre du Rideau Vert. Cette ouverture artistique permet aussi au Trident d’acquérir de la notoriété dans le milieu théâtral québécois.
Ce n’est qu’à la saison 1973-1974, dans le but de respecter leur mandat d’origine visant à promouvoir du théâtre de recherche dans sa programmation, que le Trident forme le Groupe O, une formation de 6 comédiens ayant comme but de poursuivre la recherche théâtrale et d’en présenter les résultats devant le public. Le Théâtre du Trident invitera trois autres groupes de jeunes comédiens à présenter eux aussi le fruit de leurs recherches au Grand théâtre de Québec dans le cadre du festival Résultat 5/5 . À cette rencontre artistique est présent le Circuit temporaire présentant Les Zombiblots, le Grand Cirque Ordinaire présentant Un prince, mon jour viendra, le Théâtre du Nouveau Monde avec Théâtre en folie et le Groupe O avec Les Héros. La réponse du public face à cette expérience explique la décision de Paul Hébert, directeur artistique, d’abandonner le théâtre de recherche comme secteur d’activité pour le Trident,.

### Période d'instabilité
La troisième saison du Théâtre du Trident débute en force avec la production Québec, printemps 1918 qui accueille 14 000 spectateurs. Elle se termine plus abruptement, Six personnages en quête d’auteur en accueillant moins de 4000. Pour la saison 1974-1975 du Théâtre du Trident, l’administration, avec l’appui du ministre des Affaires culturelles, décide de remplacer Paul Hébert, le directeur artistique en poste depuis sa création, par un comité formé de Michel Gariépy, comédien et réalisateur, Françoise Loranger, auteure et de Olivier Reichenbach, metteur en scène.
Plusieurs mesures seront entreprises durant cette année pour tenter de sortir la compagnie de la mauvaise situation financière dans laquelle elle se trouve. Le coût des productions sera budgété à la baisse, les distributions des pièces réduites ainsi que le coût des billets augmentés. Le ministère des Affaires culturelles accordera une subvention de 50 000 $ en février 1975 pour aider le Trident à continuer ses activités. Durant cette année 1974-1975, le Théâtre du Trident présentera dix productions, dont trois pièces invitées, et deux spectacles pour enfants. La majorité des pièces montées durant la saison auront lieu au Palais Montcalm et non à la salle Octave-Crémazie due à la disposition gênante de l’espace scénique ainsi qu’à la quantité restreinte de places disponibles par représentations.
Le Trident débute sa nouvelle saison 1975-1976 encore une fois dans le rouge et se voit refuser l’obtention de nouveaux crédits par la banque ce qui oblige les membres du conseil d’administration et les directeurs artistiques en fonctions à démissionner avant la fin de la saison,. À la suite de ces démissions inattendues, Paul Hébert sera restitué à son poste d’origine et Jean Pelletier sera nommé comme administrateur de la compagnie. Malgré ces initiatives, le Théâtre du Trident continue d’avoir de la difficulté à remplir ses salles de spectacles et avance vite vers la faillite. Pour tenter de sauver l’institution, le ministère prend la tutelle temporaire de la compagnie.Cette crise aura toutefois un effet bénéfique sur la population de Québec, qui décide de s’impliquer pour améliorer les chances de survie de leur théâtre. Un groupe est créé, le Mouvement d’action théâtrale (MAT), composé d’artisans du théâtre, qui propose au ministère des Affaires culturelles, de participer aux réflexions portées sur la pratique théâtrale et à l’avenir du Théâtre du Trident. La proposition du MAT sera acceptée par le ministère et un comité sera formé de quatre membres décrétés par le ministre, Jean Marie Bouchard, Louis fortin, Paul Hébert et Jean Pelletier ainsi que quatre autres membres choisit par le MAT pour les représenter, Paul Bussières, Paul-André Bourque, Rémy Girard et Réjean Roy,.Deux rapports seront proposés au ministère, l’un émis par les représentants du gouvernement et l’autre par les membres issus du MAT. Une recommandation commune des comités sera que le Trident s’éloigne complètement du théâtre pour enfants et se concentre sur le théâtre de répertoire, le genre théâtral qui satisfait l’auditoire de l’établissement,. À la suite des rapports, un nouveau conseil d’administration prendra la direction du Théâtre du trident, un conseil composé de huit membres, trois issus du public, trois du milieu artistique, le directeur artistique et le directeur administratif du Trident,. Un nouveau conseil administratif sera aussi mis en place regroupant quatorze membres du public et quatorze membres du milieu artistique. Le Théâtre du Trident est finalement réorganisé et tous espèrent que ces mesures lui permettront de fleurir à nouveau.

### Période d'émergence
Les saisons qui suivent la période d’instabilité du Trident sont positives et assez stables. La compagnie maintient une programmation de quatre à cinq pièces par saison et dans un répertoire qui semble satisfaire le public, car le taux d’assistance augmente au fil du temps et des productions.Un bon exemple est la pièce Temps d’une vie par Roland Lepage, qui sera montée durant la période 1976-1977 qui obtiendra seulement 40 % d’assistance et qui sera montée à nouveau l’année d’après, celle de 1977-1978 et qui cette fois parviendra à occuper 91 % des places disponibles pour toute sa période à l’affiche.La saison 1978-1979 est une période de changements pour le Trident, car c’est le départ permanent de Paul Hébert et l’arrivée de Guillermo de Andrea pour le remplacer,,. Le nouveau directeur artistique d’origine argentine a été professeur au Conservatoire d’Art Dramatique de Québec pendant 5 ans avant de reprendre la barre du Trident.
Guillermo de Andrea, dès son arrivée au Théâtre du Trident, aura comme objectif de présenter des productions de qualité, accessibles à tous, et ce avec l’inclusion du public lui-même dans le processus. Malheureusement pour lui, il hérite d’une compagnie ayant, pendant plusieurs années, eu des difficultés financières et dont la situation reste précaire ce qui le pousse à repenser le mode de fonctionnement interne du Trident et réduire les effectifs administratifs du théâtre au minimum requis,. Pour sa première saison, la saison 1978-1979, de Andrea propose cinq productions, Black comedy de Peter Shaffer, la cuisine d’Arnold Wesker, Quatre à quatre de Michel Garneau, Dédé mesure de Jean-Claude Germain et Casino voleur d’André Ricard, ces trois dernières étant d’origine québécoise,. Les quatre premières pièces sont un succès, accueillant 50 000 spectateurs et Casino voleur sera produit sous forme de tournée n’atteignant pas la popularité espérée.Pour tenter d’améliorer le bilan financier de la compagnie et par le fait même se garantir une audience pour l’année qui s’annonce, le Théâtre du Trident crée en 1979, au début de la saison, une formule d’abonnement accordant un prix réduit sur quatre productions ainsi que des avantages, telles que des places avantageuses pour les représentations,.Au grand bonheur de la direction, cette initiative s’avère positive et 4000 passes sont vendues pour l’année.Les choses se déroulent mieux pour le Trident qui continue ses démarches pour inclure le public dans ses décisions de programmation et qui continue d’essayer tant bien que mal d’améliorer sa situation financière.

### Le feu
Malgré leurs efforts, le conseil d’administration de la compagnie n’arrive pas à redresser le bilan financier du Trident. La compagnie survit tant bien que mal grâce aux subventions allouées par le Ministère de la Culture. Pour ajouter à leurs problèmes déjà existants, les locaux du Trident, situés dans un pavillon de l’Hôpital Jeffery Hale, seront incendiés durant une nuit d’automne 1982. Tout le deuxième étage sera détruit par le feu et le toit de l’immeuble durement touché, ce qui entraînera son l’effondrement. Par chance pour la compagnie, le feu n’aura aucun impact direct sur le déroulement de la saison en cours ni sur les productions.

### La Fondation du théâtre du trident
La Fondation du théâtre du trident est créée en 1982. Elle existe grâce à la contribution monétaire volontaire de la population de Québec dans le but de soutenir leur théâtre. Ses objectifs de bases sont la promotion, la protection et le développement de l’art théâtral au Québec.Il s’agit d’un organisme où les entreprises ou les commerçants de la Capitale peuvent adhérer et ainsi contribuer au financement des compagnies, théâtres et artistes de la région. En 1986, la direction de la Fondation créer, le Prix du meilleur rôle de soutien, rebaptisé par la suite le Prix Janine-Angers, ainsi que le Prix de la meilleure mise en scène, deux récompenses, encore à ce jour, attribuées annuellement,.

### Les 20 ans du Trident
Un peu avant ses 20 ans d’existence, le Théâtre du Trident subit, encore une fois, un changement important quant à sa direction. Après avoir été le directeur artistique du Trident pendant 10 ans, Guillermo de Andrea lègue à son successeur Roland Lepage, une compagnie en pleine émergence et très implantée dans son milieu,. Andrea est responsable de nombreuses productions à succès, notamment La cuisine durant la saison 1978-1979, L’homme éléphant et Piaf durant la saison 1981-1982 ainsi que la pièce Arlequin serviteur de deux maîtres produit à l’année 1984-1985. Prenant la relève dès 1989, Lepage se démarque par ses formations professionnelles diversifiées d’acteur, d’auteur et de metteur en scène,. La saison 1990-1991 marque les 20 ans officiels du Théâtre du Trident, le premier théâtre de Québec à obtenir ce titre et cette longévité.

## Les figures importantes du Trident

### Paul Hébert
Paul Hébert a été le premier directeur artistique du Théâtre du Trident. Il a occupé ce rôle entre 1971 et 1974 et de nouveau entre 1975 et 1978. Il a été avant d’être metteur en scène, acteur pour le théâtre, le cinéma, la télévision et la radio. Il s’est fait confier la direction du Trident avec comme objectif, la création, par le biais de productions diversifiées, d’un public ayant l’habitude de venir régulièrement au théâtre. Dès la première saison du Trident, il fait office de directeur, mais aussi de metteur en scène, deux rôles qu'il conservera tout au long de son parcours avec la compagnie,. Il est reconnu pour avoir confié près de 85 % des emplois disponibles, lorsqu’il était à la direction du Trident, à des artistes du Québec et aussi d’avoir « […] tenté de se conformer aux impératifs des grandes compagnies subventionnées par l’État en offrant des spectacles de bonne qualité professionnelle tirés du répertoire universel ».

### Paul Bussières
Paul Bussières a commencé ses études dans le milieu artistique à l’École des Beaux-Arts de Québec en 1958, à peine âgé de 16 ans,. Il y passera 4 ans, durant lesquels il perfectionnera ses habiletés de dessins et étudiera différentes disciplines comme l’architecture et la décoration d’intérieur. Malgré le caractère plus conservateur des Beaux-Arts de Québec, en comparaison avec son homologue de Montréal, Bussières est rapidement introduit par le biais d’amis, à la troupe de théâtre de l’Estoc. C’est auprès de cette compagnie qu’il signera son premier décor en 1959, la production Insolites montée par Jacques Languirand. À la suite de cette première collaboration, Bussières présentera une quarantaine de concepts scénographiques avec l’Estoc,. En 1971, à la création du Théâtre du Trident, il sera, dès ses débuts, appelé à travailler comme scénographe pour de nombreuses productions. Avec le Trident, il signera près de cinquante productions sur une période de 10 ans,. Pendant cette même période, Bussières sera aussi scénographe pour le Théâtre du Vieux-Québec, le Festival d’été de Québec et le Théâtre du Bois de Coulonge.

### Guillermo de Andrea
Professeur au Conservatoire d’Art Dramatique, Guillermo de Andrea a pris la direction du Théâtre du Trident à la saison 1978-1979. Il prend poste dans cette compagnie institutionnelle en grande difficulté financière avec l’intention d’ouvrir le dialogue entre le public et la direction du théâtre. En tant que directeur artistique du Trident, sa priorité sera, pendant les 10 ans durant lesquels il occupe cette fonction, de solidifier la relation entre le public et la compagnie et de présenter des productions qui font réfléchir et converser les spectateurs.

## Les directeurs artistiques du Théâtre du Trident
- De 1971 à 1974 : Paul Hébert
- De 1974 à 1975 : Michel Gariépy, Françoise Loranger et Olivier Reichenbach
- De 1975 à 1978 : Paul Hébert
- De 1978 à 1989 : Guillermo de Andrea
- De 1989 à 1993 : Roland Lepage
- De 1994 à 1996 : Serge Denoncourt
- En 1997 : Alain Grégoire
- De 1998 à 2003 : Marie-Thérèse Fortin
- De 2003 à 2012 : Gill Champagne
- De 2012 à 2022 : Anne-Marie Olivier
- De 2022 à aujourd'hui: Olivier Arteau

## Les prix décernés au Théâtre du Trident

### Prix Paul-Hébert
À la fin de la saison 1976-1977, le Théâtre du Trident annonce la création du Prix Paul Hébert, un prix récompensant un comédien ou une comédienne ayant marqué la scène théâtrale à Québec durant la saison. Cette entreprise a comme objectif d’encourager le talent des acteurs de la Capitale, mais aussi rappeler l’importance qu’a eue Paul Hébert dans le développement du théâtre dans la ville. Les fonds sont accordés par le Fonds Claude Robitaille,.

### Prix Jacques-Pelletier
Créé en 1981, il met en valeur le travail de scénographie d’une pièce présentée dans la ville de Québec. Le prix est un hommage à Jacques Pelletier, scénographe formé à l’École des Beaux-Arts de Montréal et pionnier de son métier. Les fonds sont accordés par le Fonds François-Gagnon pour le théâtre de création,.

### Prix Nicky-Roy
L’inauguration de cette récompense eut lieu en 1981 dans le but de souligner le talent de comédiens prometteurs ayant moins de trois ans de pratique. Ce prix est nommé en hommage à Nicky Roy, jeune comédienne et metteuse en scène décédée à l’âge de 25 ans à la suite d'un accident mortel sur l'autoroute 20 en revenant d'un spectacle. Les fonds sont accordés par le Fonds François-Gagnon pour le théâtre de création,.

### Prix Janine-Angers
Créé en 1986 et rebaptisé en 1988, ce prix récompense la performance d’un artisan dans son rôle de soutien. Les fonds sont accordés par le Fonds Claude Robitaille,.

### Prix de la meilleure mise en scène
Le prix a été créé en 1986 pour mettre en valeur et félicité l’originalité et la créativité d’un metteur en scène ou d’une metteure en scène. Les fonds sont accordés par le Fonds Claude Robitaille,.

### Prix Bernard-Bonnier
Prix créé en hommage à Bernard Bonnier, compositeur de musique, pour le cinéma et pour le théâtre, mais il a aussi composé des orchestres pour l’Orchestre symphonique de Québec. Le prix récompense un musicien ou une musicienne pour l’environnement sonore mémorable créé lors d’une production. Les fonds sont accordés par le Fonds François-Gagnon pour le théâtre de création,.

### Prix Paul-Bussières
Prix en l’honneur à Paul Bussières, scénographe pionnier dans son domaine qui a travaillé de nombreuses années au Théâtre du trident. Le prix est décerné à un ou une scénographe s’étant démarqué. Les fonds pour la récompense sont accordés par la fondation Paul Bussières et ce, à chaque année,.

### Prix du meilleur texte original
Prix décerné à l’auteur ou autrice ayant présenté le meilleur texte original durant la saison. Ce prix a été instauré en 2018. Les fonds sont accordés par le Fonds François-Gagnon pour le théâtre de création,.

### Prix du Fonds du Théâtre du Vieux-Québec
Prix décerné à un artiste dont la conception des costumes, de maquillages et/ou coiffures est jugée remarquable. La personne conceptrice des costumes et/ou maquillages peut être en nomination conjointe avec la conception des costumes ou être en nomination à part entière. Ce prix est remis par le Fonds du Théâtre du Vieux-Québec,.

### Prix de la meilleure conception vidéo
Prix qui souligne le travail remarquable à la conception vidéo remis par le Fonds François-Gagnon,.